# Conseil urbain

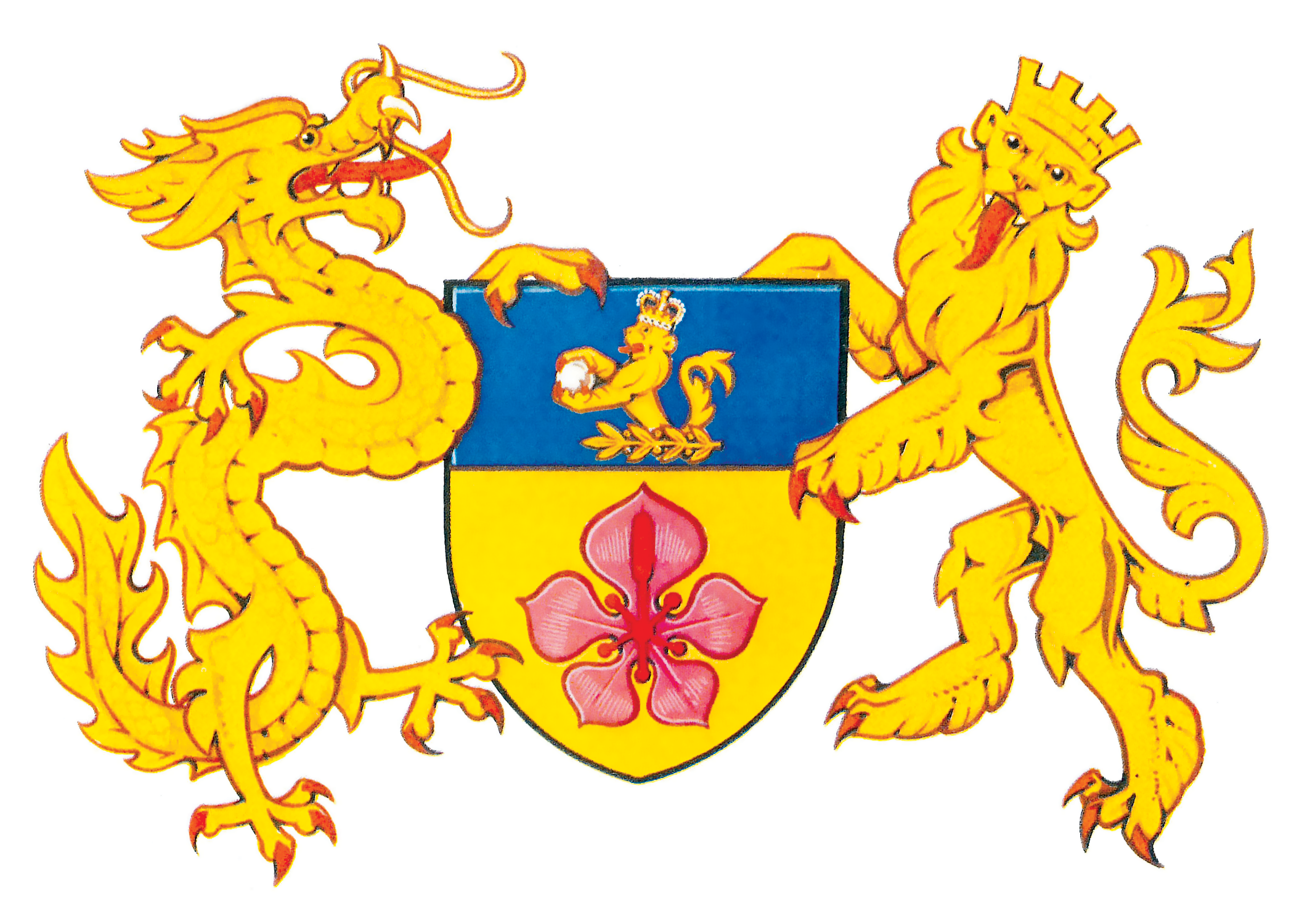
Les armoiries accordées par le Collège des Hérauts, nommé par le souverain britannique, une partie de la maison royale du Royaume-Uni.

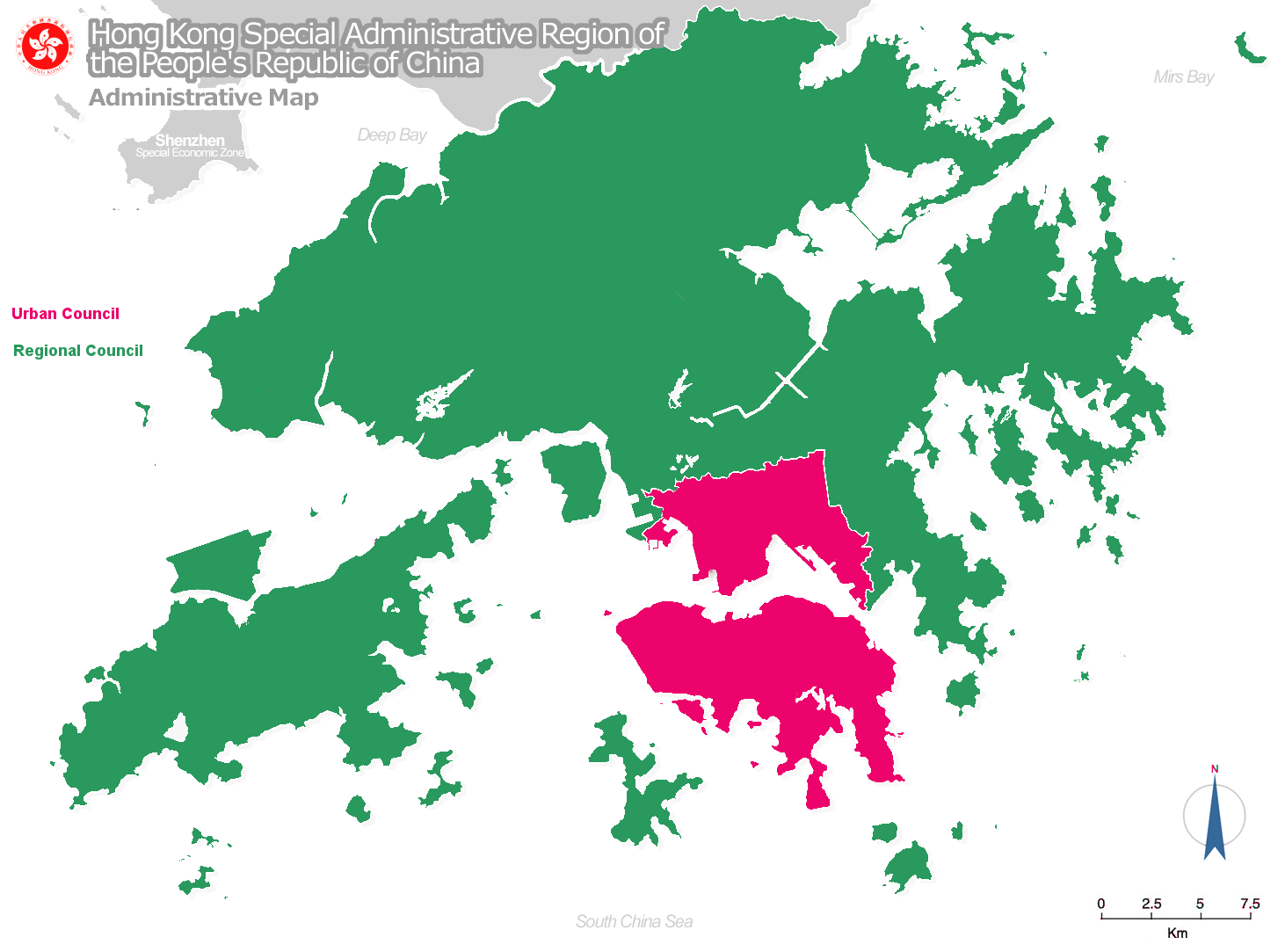
Aire de service du conseil urbain (en rose).

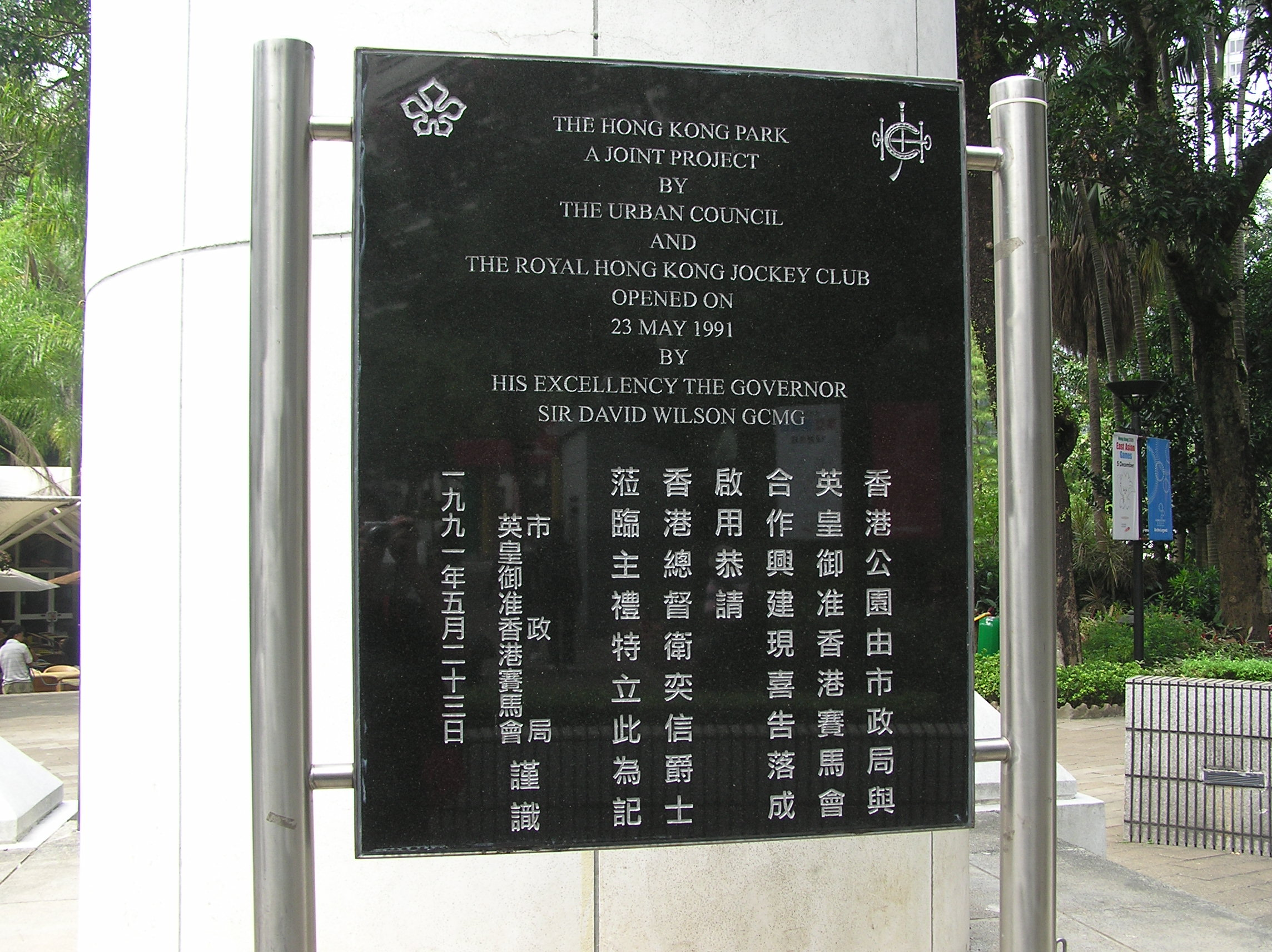
Le parc de Hong Kong est un projet conjoint avec le Jockey Club royal de Hong Kong.

Le conseil urbain (市政局, Urban Council, UrbCo) est un ancien conseil municipal de Hong Kong responsable des services municipaux (en) sur l'île de Hong Kong et à Kowloon (dont New Kowloon). Ces services étaient fournis par le bras exécutif du conseil, le département des services urbains (en). Le corps équivalent pour les Nouveaux Territoires était le conseil régional.
Le conseil est fondé en 1883 en tant que « conseil sanitaire ». Il est rebaptisé « conseil urbain » lorsque la nouvelle législation est adoptée en 1936, élargissant son mandat. En 1973, le conseil est réorganisé sous contrôle non gouvernemental et devient financièrement autonome. Initialement composé principalement de membres nommés et ex-officio (en), au moment où il est dissous à la suite rétrocession à la Chine, il était entièrement composé de membres élus au suffrage universel.

## Histoire
Le conseil urbain est d'abord créé en tant que « conseil sanitaire » en 1883. En 1887, un système d'élections partielles est mis en place, permettant à des personnes sélectionnées de voter pour les membres du conseil. Le 1er mars 1935, le conseil sanitaire est reconstitué pour effectuer des tâches qui restent sensiblement les mêmes jusqu'à la Seconde Guerre mondiale. Le conseil est rebaptisé « conseil urbain » en 1936 lorsque le gouvernement adopte l'ordonnance sur le conseil urbain, qui donne un motif juridique à la gamme déjà croissante de services fournis par le conseil.
Après la guerre, le conseil revient à sa forme d'avant-guerre mais sans aucun membre élu. Les missions du département sanitaire du gouvernement commence à se séparer du service médical et sanitaire. Le 28 mai 1946, le conseil se réunit pour la première fois depuis la fin de l'occupation japonaise. Il reçoit le pouvoir de s'acquitter de toutes ses anciennes tâches - nettoyer, inhumer les morts, faire fonctionner les bains et les toilettes publiques, contrôler les marchands ambulants - ainsi que de nouvelles, telles que l'utilisation des plages pour la baignade dans tout Hong Kong.
Ce n'est qu'en mai 1952 qu'un système électoral revient dans le fonctionnement du conseil urbain. Deux membres sont élus à l'occasion. Plus tard dans l'année, le nombre de membres élus double, leur mandat étendu à deux ans et le droit de vote élargi.
En avril 1956, la moitié des membres du conseil urbain est élu, mais par une minorité de la population. Un électeur doit être âgé d'au moins 21 ans, avoir vécu à Hong Kong pendant au moins trois ans et être qualifié dans au moins l'une des 23 catégories, qui comprend avoir des diplômes (examen de certificat scolaire ou équivalent), avoit été juré, être un contribuable salarié ou un membre de certaines organisations professionnelles. Plus de détails peuvent être trouvés dans l'annexe 1 de l'ordonnance du conseil urbain (chapitre 101, Lois de Hong Kong). On estime qu'en 1970 à 250 000 le nombre d'électeurs éligibles  et en 1981 à 400 000-500 000.
Dans les années 1960, les fonctions du conseil urbain continuent de se multiplier. L'hôtel de ville de Central est ouvert en 1962, suivi par les premiers marchés à plusieurs étages dans le bazar de Jardine (en) en mars 1963.
En 1973, le conseil est réorganisé sous contrôle non gouvernemental. Il reçoit une autonomie financière, ce qui signifie que le budget peut être planifié sans l'approbation du conseil législatif de Hong Kong. Il n'est plus non plus principalement chargé du logement. À partir de ce moment, il n'y a plus de représentants du gouvernement au conseil et le président et le vice-président sont élus parmi les 24 membres. À l'époque, le conseil est unique en ce qu'il se compose uniquement de membres du public.
|      | Membres ex-officio (en) | Nommés non officiels | Élus non officiels | Total |
| ---- | ----------------------- | -------------------- | ------------------ | ----- |
| 1946 | 5                       | 6                    | -                  | 11    |
| 1952 | 5                       | 6                    | 2                  | 13    |
| 1953 | 5                       | 6                    | 4                  | 15    |
| 1956 | 6                       | 8                    | 8                  | 22    |
| 1956 | 6                       | 10                   | 10                 | 26    |
| 1973 | -                       | 12                   | 12                 | 24    |
| 1983 | -                       | 15                   | 15                 | 30    |

| Année | Nombre d'électeurs inscrits | Nombre d'électeurs inscrits qui ont voté aux élections | Taux de vote (%) |
| ----- | --------------------------- | ------------------------------------------------------ | ---------------- |
| 1952  | 9 074                       | 3 368                                                  | 35,0             |
| 1965  | 29 529                      | 6 492                                                  | 22,0             |
| 1967  | 26 275                      | 10 189                                                 | 38,8             |
| 1969  | 34 392                      | 8 175                                                  | 23,8             |
| 1971  | 37 788                      | 10 047                                                 | 26,6             |
| 1973  | 31 284                      | 8 675                                                  | 24,4             |
| 1975  | 34 078                      | 10 903                                                 | 32,0             |
| 1977  | 37 174                      | 7 308                                                  | 19,7             |
| 1979  | 31 481                      | 12 426                                                 | 39,5             |
| 1981  | 34 381                      | 6 195                                                  | 18,0             |

Parmi les conseillers urbains élus les plus notables se trouvent Elsie Tu (en) et Brook Bernacchi (en) du club de réforme de Hong Kong (en).
Le conseil urbain célèbre son centenaire en 1983. Le jardin du centenaire du conseil urbain est fondé pour commémorer l'occasion.
Dans les années 1960, le conseil propose que sa compétence soit élargie pour englober toute la colonie, mais cela n'est pas accepté. Le département des services urbains fournit déjà des services dans les Nouveaux Territoires, même si le conseil n'y était pas compétent. En 1979, la direction des services des Nouveaux Territoires est créée (au sein de la direction des services urbains) en tant qu'unité dédiée pour assumer ces responsabilités.
En 1986, le conseil régional est mis en place pour desservir le Nouveaux Territoires (hormis New Kowloon), analogue au conseil urbain. Le département des services des Nouveaux Territoires est réorganisé pour former le département des services régionaux (en), le bras exécutif du conseil régional.
En 1994, le conseil devient pleinement élu au suffrage universel.
Après la rétrocession à la Chine en 1997, le nom est changé en « conseil urbain provisoire », composé de membres du conseil pré-rétrocession, et de nouveaux membres sont nommés par le chef de l'exécutif.

## Tâches et services

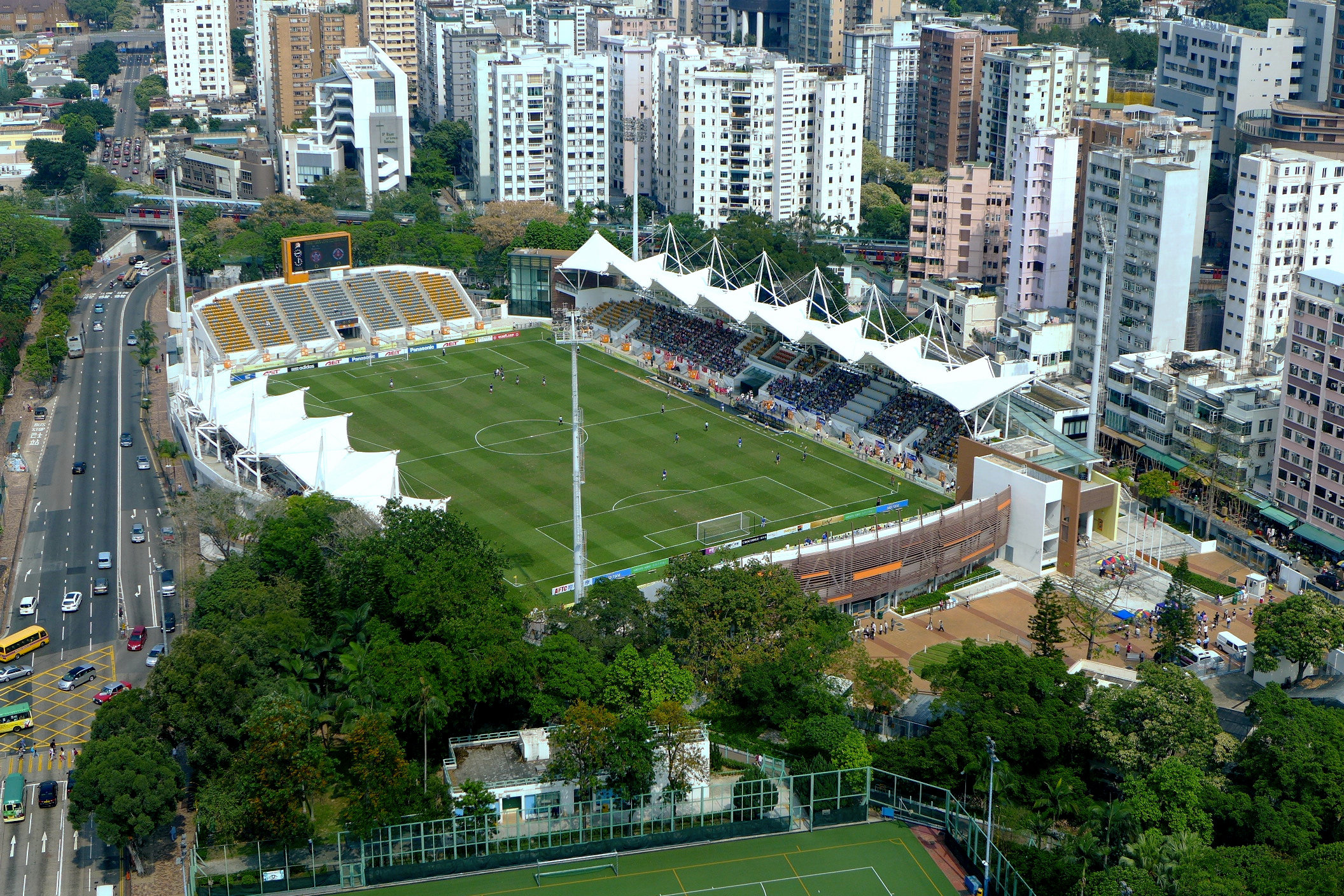
Le stade de Mong Kok.

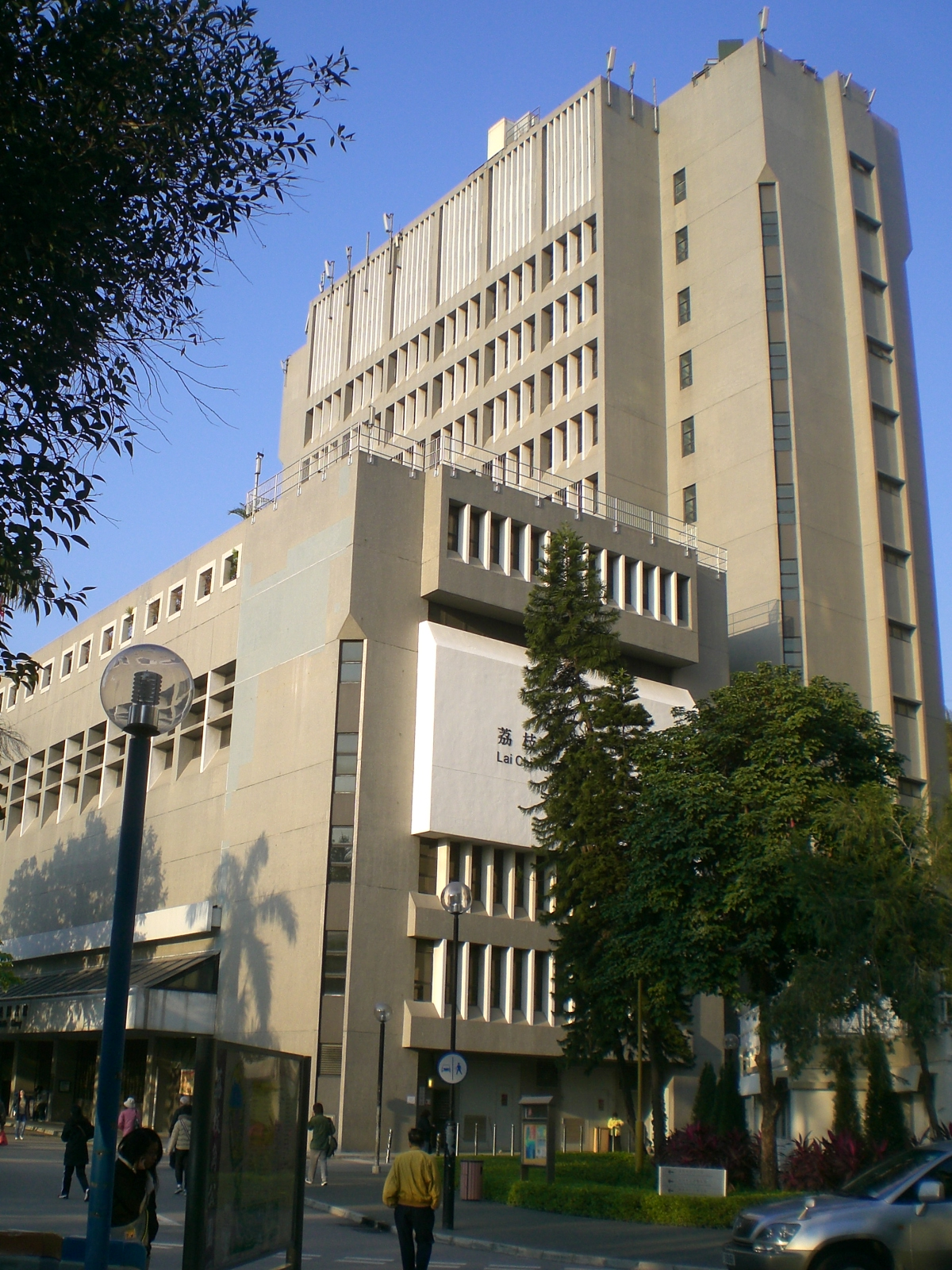
L'ancienne école de formation des services urbains.

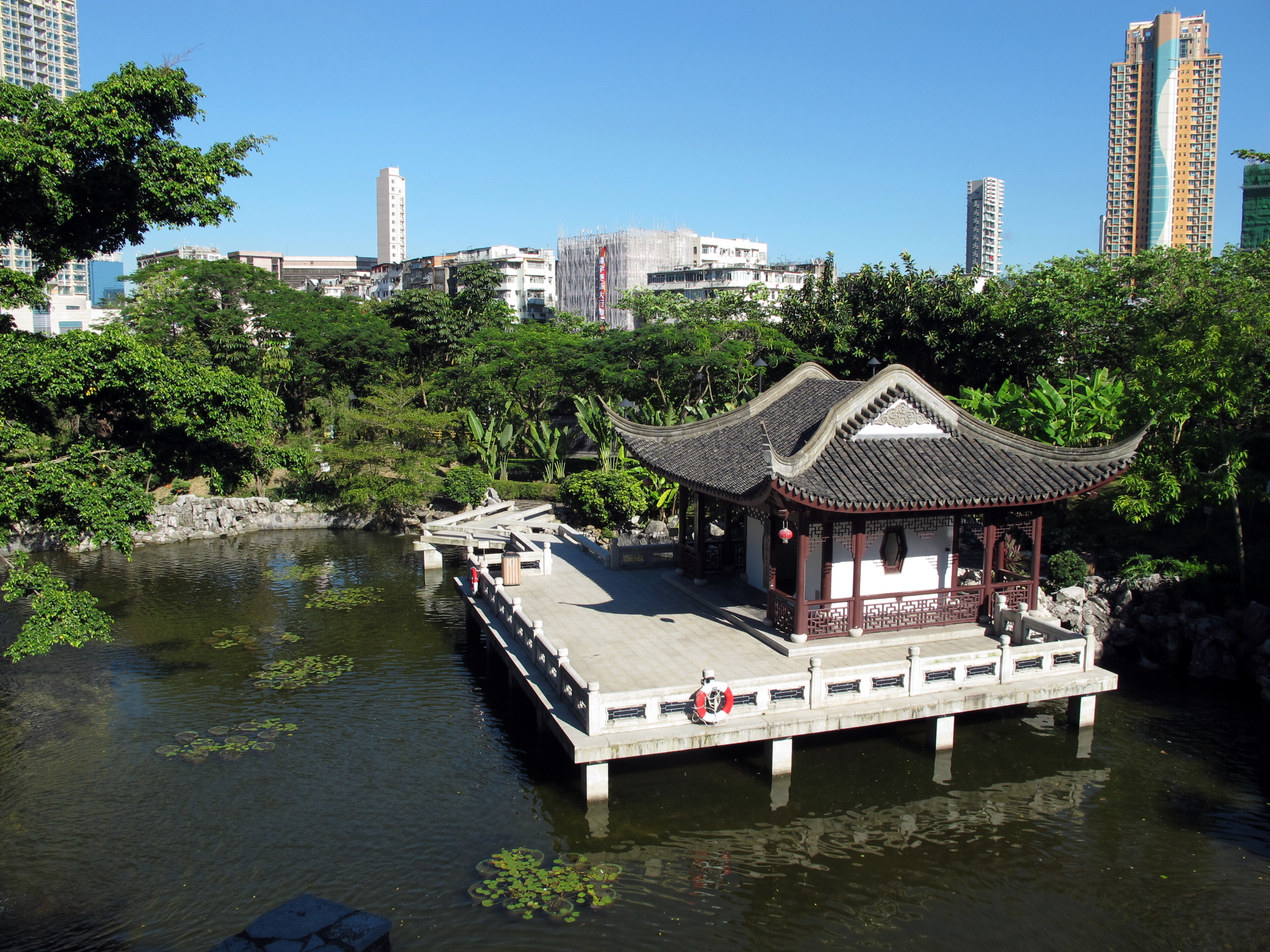
Le parc de la citadelle de Kowloon.

Le conseil urbain fournit de nombreux services aux Hongkongais au fil des ans. Le département des services urbains (en) est son organe exécutif chargé de mettre en œuvre les politiques et les services. En 1997, il compte environ 16 000 employés, selon son dépliant publié sur les « promesses de service ».
Les services du conseil comprennent : les lieux et activités récréatives, les bibliothèques, les musées, les lieux culturels et de divertissement, la billetterie, les marchés d'animaux vivants, l'enregistrement et le contrôle des marchands ambulants, la crémation, le nettoyage des rues, la délivrance de licences et l'exploitation d'abattoirs.

### Arts et culture
Le Conseil urbain joue un rôle important dans le développement artistique et culturel de Hong Kong.
Il gère également le système des bibliothèques publiques de l'île de Hong Kong et de Kowloon qui, à la dissolution des conseils municipaux, fusionne avec les bibliothèques publiques du conseil régional pour former les bibliothèques publiques de Hong Kong (en).

#### Événements culturels
Le conseil organise le Festival des arts asiatiques chaque année depuis 1976. Il parraine également le Festival international du film de Hong Kong, qui a lieu chaque année au milieu de l'année et qui donne aux Hongkongais une rare chance de voir divers films internationaux, ainsi que des films chinois. Les IFVA Awards (en) sont fondés en 1993.

#### Musées
Le musée d'art de Hong Kong expose régulièrement de l'art chinois et occidental et organise fréquemment des échanges artistiques avec des pays étrangers. Le musée d'histoire de Hong Kong, autrefois situé dans le parc de Kowloon, expose l'histoire et la tradition orales. Il est maintenant situé à Chatham Road (zh) dans Tsim Sha Tsui. Le musée de l'espace de Hong Kong présente des spectacles dans le théâtre spatial et des expositions sur l'astronomie, la nature et l'exploration spatiale avec IMAX.

#### Groupes artistiques
Le conseil finance directement et souvent même gère de nombreux groupes artistiques locaux. En 1983, lors de la « soirée avec les entreprises d'arts du conseil » - l'un des événements de la célébration du centenaire du conseil urbain - le président du conseil de l'époque, Hilton Cheong-leen, déclare : « En collaboration avec le gouvernement, le conseil urbain est engagé dans le développement des arts à Hong Kong. Nous visons à le faire au niveau professionnel afin que les citoyens talentueux de Hong Kong puissent développer leur potentiel artistique. Nous visons également à mettre à la disposition de tous les membres de la communauté un large éventail de performances artistiques pour leur plaisir et dans un avenir pas trop lointain, nous espérons voir Hong Kong reconnue comme un centre international majeur des arts de la scène ».
L'orchestre chinois de Hong Kong est créée en 1977, avec le soutien financier direct et la gestion du conseil urbain.
Le théâtre de répertoire de Hong Kong (en) est également fondée en 1977 et est directement financée et administrée par le conseil urbain. Il vise à promouvoir et à élever les normes du théâtre dramatique en cantonais sur le territoire avec des acteurs professionnels, des metteurs en scène, des dramaturges, l'administration, la formation et la production.
La compagnie de danse de Hong Kong est créée en mai 1981 et est pendant une époque directement administrée par le conseil urbain. Elle vise à combiner les traditions classiques et folkloriques de la Chine avec une conscience internationale contemporaine. Ces groupes sont ensuite repris par le département des loisirs et des services culturels lors de la dissolution du conseil urbain. En 2001, les groupes sont privatisés et deviennent des sociétés anonymes, mais ils reçoivent toujours des financements du gouvernement.

### Loisirs et sport
Le conseil exploite des terrains de sport, des parcs, des salles de jeux intérieures et des piscines publiques à Hong Kong (en).

### Assainissement
Le conseil est responsable du nettoyage des rues, de la collecte des déchets et de la lutte antiparasitaire. Il exploite des points de collecte des ordures, des toilettes publiques et des bains publics, et est responsable des poubelles dans toute la zone urbaine. Il est également responsable du contrôle des marchands ambulants (en), de la délivrance de leurs licences et de l'exploitation de leurs étals.

## Dissolution
Au début de 1997, l'homme politique Tung Chee-hwa annonce que les deux conseils municipaux seraient dissous le 1er juillet 1997, jour de la rétrocession à la Chine, et remplacés par deux conseils provisoires, avec des membres nommés par le gouvernement, qui serviraient jusqu'aux élections de 1999. Tung déclare que ceux qui sont reconduits doivent « aimer la Chine [et] Hong Kong » et refuse de clarifier si les politiciens démocratiques répondent à cette définition,,. L'annonce provoque une dispute au conseil urbain et est impopulaire auprès du public. De même, le gouvernement pré-rétrocession s'oppose à la décision de la Chine de dissoudre les deux conseils et les 18 conseils de district et de réintroduire les sièges nommés, qui ont été abolis dans le cadre de réformes démocratiques.
Le conseil exécutif provisoire après la rétrocession se réunit en mai 1997 et rédige une nouvelle loi qui permet au chef de l'exécutif désigné de nommer les membres des nouveaux organes provisoires. Trois projets de loi réintroduisant les sièges nommés aux conseils municipaux et aux conseils de district après la rétrocession sont adoptés par la législature provisoire le 7 juin 1997. Les projets de loi de 1997 sur le conseil urbain, le conseil régional et les conseils de district (amendement) stipulent que Tung Chee-hwa ne peut nommer plus de 50 sièges aux conseils municipaux provisoires. Frederick Fung (en), président de l'association pour la démocratie et les moyens de subsistance du peuple de Hong Kong (en), qualifié les projets de loi de « régression de la démocratie » tandis que Chan Kam-lam (en) de l'alliance démocratique pour l'amélioration et le progrès de Hong Kong (en) pro-Pékin affirmé que « les élections étaient source de division et que les nominations stabiliseront la communauté ». Le 1er juillet également, des éléments de l'ordonnance sur le conseil urbain et de l'ordonnance sur le conseil régional sont abrogés pour permettre au gouvernement de déterminer la composition et le mandat de chaque conseil,.
Après la rétrocession, le conseil est dissous et remplacé par le conseil urbain provisoire, qui comprend des conseillers d'avant la rétrocession et de nouveaux membres nommés par le nouveau gouvernement. La même chose est faite avec le conseil régional. Le gouvernement annonce alors que les conseils seraient abolis en 1999. Les deux conseils s'opposent conjointement à ce plan, en présentant une proposition de fusion alternative intitulée « Un conseil, un département », qui n'est pas acceptée par le gouvernement.
Les deux conseils sont dissous le 31 décembre 1999 comme prévu. Quelques jours après la dissolution du conseil urbain, son symbole distinctif est systématiquement retiré de l'espace public, par exemple en collant des papiers dessus sur toutes les poubelles et panneaux d'information. Peu de temps après, toutes les poubelles sont elles-mêmes remplacées par un design similaire mais en vert plutôt qu'en violet. Bien que le gouvernement ait promis que certains pouvoirs et devoirs du conseil urbain et du conseil régional seraient transférés aux conseils de district, dans les faits, tous ont été repris par deux départements gouvernementaux nouvellement créés : le département de l'hygiène alimentaire et environnementale (en) et le département des loisirs et des services culturels, avec le département des affaires intérieures (en).
Les archives des deux conseils municipaux sont conservées par les bibliothèques publiques de Hong Kong (en), et sont disponibles en ligne sous forme numérisée.

## Listes des présidents
Avant 1973, la présidence est occupée par le directeur des services urbains :
- Arnaldo de Oliveira Sales (en), 1973–1981
- Hilton Cheong-leen (en), 1981–1986
- Hugh Moss Gerald Forsgate (en), 1986-1991
- Ronald Leung (en), 1991–1999